# Ejderen
Ejderen (tysk: Eider, oldnordisk: Egða, latin: Eidora eller Egdor) er en flod i den nordtyske delstat Slesvig-Holsten. Floden er ca. 180 km lang og er delstatens længste flod. Den udspringer sydvest for Kiel (Obereider eller Øvre Ejder), passerer i et meget bugtet forløb Rendsborg og Frederiksstad (Nedre Ejder), hvor Trene og Sorge munder ud i floden, og udmunder i Vesterhavet ved Ejderdæmningen. På visse strækninger er Ejderen en del af Ejderkanalen og Kielerkanalen.

## Beskrivelse
Ejderen er grænseflod mellem Slesvig og Holsten. Den opstår ca. 14 km syd for Kiel ved tilløb fra nogle små søer (Neddersø, Griebensø og Bothkamp Sø (de)), flyder mod nord i retning af Kiel, drejer sydvest herfor mod vest til den når Westensee, og derefter igen mod nord gennem Flemhudersee. Ved udløbet fra denne sø flyder den mod vest til Rendsborg, på hvilken strækning (Obereider) den benyttes af Ejderkanalen og Kielerkanalen og får tilløb på højre bred fra Wittensee. Efter at den i 4 grene er flydt gennem Rendsborg, løber den først mod sydvest, på hvilken strækning den også benyttes af Kielerkanalen, derpå mod vestnordvest med store krumninger gennem marskegnene, der her må beskyttes for dens oversvømmelser ved diger, forbi Frederiksstad. Efter at den på denne sidste strækning har modtaget tilløb i højre bred gennem Sorge og Trene, er den blevet et forholdsvis betydeligt vandløb, idet den ved Frederiksstad har en bredde af ca. 180 m. Noget neden for denne by drejer den pludselig af mod syd og løber ved Tønning, hvor den er ca. 300 m bred og 4-5 m dyb, ud i Vesterhavet gennem en munding, der efterhånden når en bredde af 10-12 km.
Dens samlede afvandingsareal er ca. 3.500 km2.
Tidevandet, som spores helt op til Rendsborg (middelforskellen i vandstanden udgør her ca. 1 m, ved mundingen er den ca. 3 m), gør den som nævnt tilbøjelig til at løbe over sine bredder.

## Historie
Ejderen blev nævnt første gang i 800-tallet som Egidorae fluminis. Ifølge legenden betyder navnet Ægirs dør (oldnordisk Ægidyrr), hvilket næppe kan verificeres.
Ifølge sagnet vandt Uffe den Spage med sit sværd Skræp Danmarks uafhængighed i en tvekamp på en ø i Ejderen. Historien knytter sig muligvis til den ø, hvor borgen Rendsborg senere blev anlagt.

### Ejdergrænsen
Ejderen var fra 811 til 1864 det danske riges sydgrænse, men den præcise definition har været omstridt. Ejderen udgjorde i middelalderen grænsen mellem Danmark og det Tysk-Romerske Rige og senere mellem det danske hertugdømme Slesvig og det tyske hertugdømme Holsten, fra 1815 til 1864 var Ejderen nordgrænse for det Tyske Forbund.
Landskabet Sønderjylland blev i løbet af middelalderen til hertugdømmet Slesvig, som ikke var en umiddelbar del af kongeriget, men et hertugdømme og dansk len. Syd for Ejderen lå hertugdømmet Holsten, som ikke var en del af Danmark, men et tysk len under den danske trone. Under helstaten, hvor Danmark, Slesvig og Holsten (og indtil 1814 Norge) var forenet under samme konge, mistede Ejder-grænsen sin betydning. Slesvig og Holsten blev styret på tysk af det Tyske Kancelli (senere Slesvig-Holstenske Kancelli) i København. Af menigmand blev Slesvig ofte ganske enkelt opfattet som en del af Holsten, men hertugdømmerne var ikke formelt slået sammen. Den danske helstat var delt i to toldområder, og toldgrænsen gik ved Kongeåen. Selve Ejder-grænsen havde ikke megen praktisk betydning.
I 1800-tallets første del kom nationalitet og demokrati på dagsordenen, og nogle kræfter i hertugdømmerne krævede en forening af Slesvig og Holsten under en fælles forfatning og som en del af det tyske forbund. Ved indførelsen af stænderforsamlinger i 1831 fik Slesvig og Holsten derimod hver sin stænderforsamling. I de følgende årtier blev det diskuteret, om grænsen mellem dansk og tysk skulle gå ved Ejderen (Ejderpolitikken) eller Kongeåen dvs. nord eller syd for Slesvig/Sønderjylland, eller om helstaten kunne opretholdes med Slesvig som et overgangsområde.
Treårskrigen (1848-50) begyndte som en borgerkrig, hvor tysksindede slesvig-holstenske oprørere satte sig op mod statsmagten, som de mente var styret af den dansk-nationale folkestemning i København. Krigen fik en vis indblanding fra Preussen, men endte med at opstanden blev bekæmpet og status quo.
Danmark tabte krigen i 1864, og begge hertugdømmer blev erobret af Preussen og Østrig. I 1866 mistede Ejder-grænsen sin administrative betydning, da de to hertugdømmer blev annekteret som den preussiske provins Slesvig-Holsten. Dog gjaldt Jyske Lov i Slesvig til 1900, hvor den tyske Bürgerliches Gesetzbuch blev indført. Nogle få bestemmelser i Jyske Lov gælder den dag i dag i Slesvig.
Ejderen (og længere østpå Kielerkanalen) markerer i dag grænsen for landsdelen Sydslesvig (på tysk oftest kaldet Landesteil Schleswig) og dermed grænsen for det danske mindretals arbejdsområde.

### Grænseforløbet
Ejdergrænsen fulgte Ejderen fra vest indtil Flemhuder See og åen Levenså mod øst indtil Holtenå ved Kielerfjorden. Mellem Levenså og søen fandtes en ca. 2 km lang landegrænse med en jordvold. Efter at Levenså blev uddybet og indgik i den Slesvig-Holstenske Kanal (Ejderkanalen) fulgte grænsen kanalforløbet.
Folkegrænsen mellem dansk/jyske og saksiske stammer gik i den tidlige middelalder få kilometer nord for Ejderen. Sproggrænsen holdt sig her indtil ca. 1600-tallet, idet den begyndte fra øst ved Egernførde og foden af halvøen Svansø, således at hele halvøen hørte til det danske sprogområde. Herefter gik linjen syd om Slien og byen Slesvig, og derefter mod vest langs Dannevirke / Rejde Å ud til Trenen. Desuden hørte i middelalderen et smalt bælte fra byen Slesvig og ned til Rendsborg langs med Hærvejen til det dansktalende område. Den sidste del af Sydslesvig syd for denne linje (Hytten Bjerge og Jernved) var overvejende befolket af saksere fra syd, dog var enkelte byer danske, f.eks. Gettorp. I Nordfrisland samt Ejdersted taltes nordfrisisk. Den historiske folke- og sproggrænse er tydelig i stednavnene.